# اچ‌ام‌اس بلونا (۱۷۶۰)
اچ‌ام‌اس بلونا (۱۷۶۰) (به انگلیسی: HMS Bellona (1760)) یک کشتی بود که طول آن ۱۶۸ فوت (۵۱ متر) بود. این کشتی در سال ۱۷۶۰ ساخته شد.